# Vianen
Vianen  è stata una municipalità dei Paesi Bassi di 19 702 abitanti situata nella provincia di Utrecht.
Il 1º gennaio 2019 la municipalità di Vianen è confluita, insieme a Leerdam e Zederik, nel nuovo comune di Vijfheerenlanden.